# Province d'Antabamba
La province d'Antabamba (Provincia de Antabamba en espagnol) est l'une des sept provinces de la région d'Apurímac, au sud du Pérou. Son chef-lieu est la ville d'Antabamba.

## Géographie
La province couvre 3 219,01 km2. Elle est limitée au nord par la province de Grau, à l'est par la province de Cotabambas et la région de Cuzco, au sud par la région d'Arequipa et à l'ouest par la province d'Aymaraes.

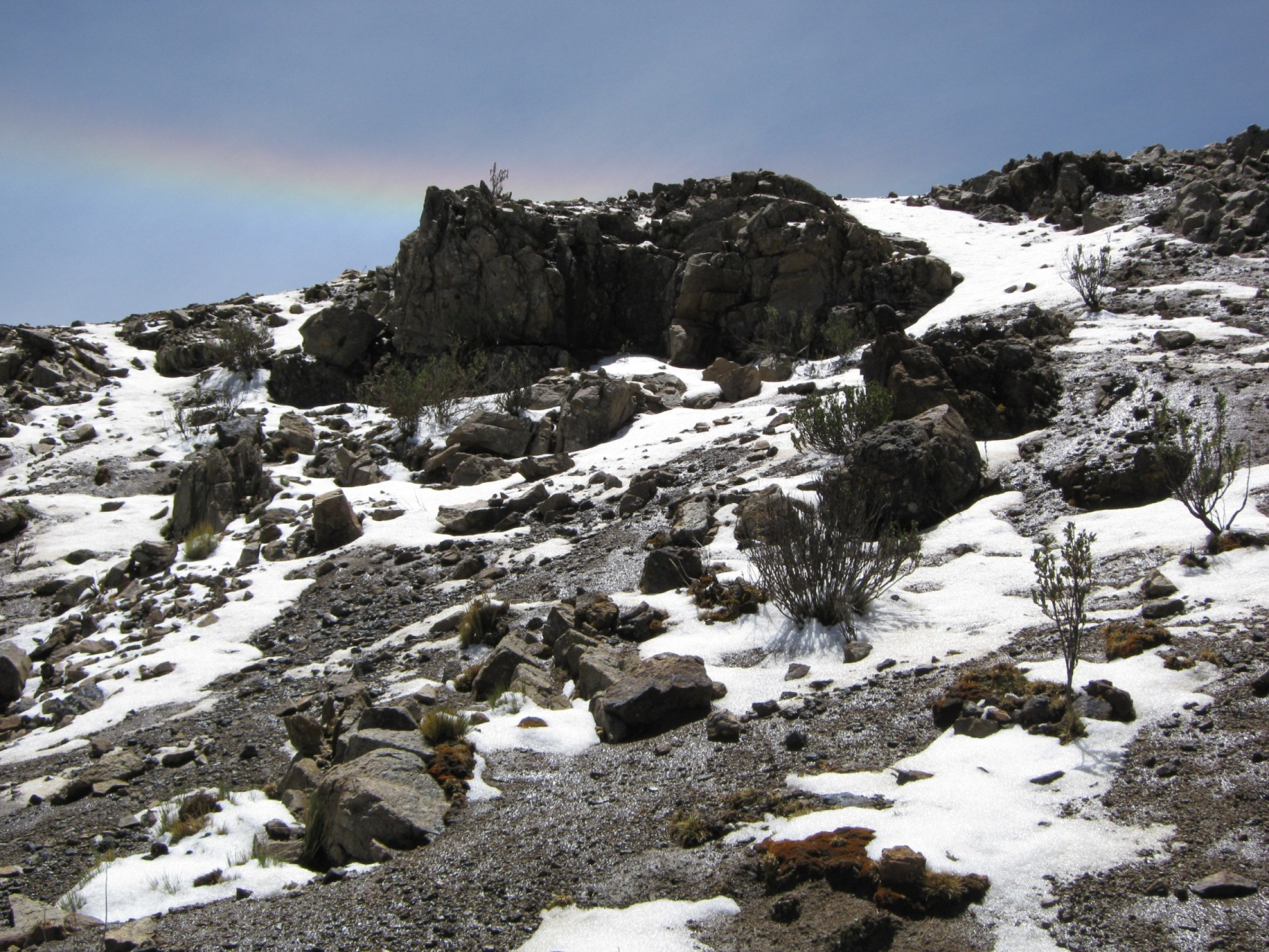
Paysage du col de Yanaquilca dans le district de Sabaino.

## Population
La population de la province s'élevait à 11 932 habitants en 2005 (INEI).

## Subdivisions
La province est divisée en sept districts :
- Antabamba
- El Oro
- Huaquirca
- Juan Espinoza Medrano
- Oropesa
- Pachaconas
- Sabaino